# Богуслав X
Богуслав X Великий (3 червня 1454 — 5 жовтня 1523) — герцог Померанії у 1474—1523 роках.

## Життєпис
Походив з династії Грифичів. Старший син Еріка II, герцога Померанії-Вольгаст, та Софії Померанії-Слупської. Народився в Рюгенвальді у 1454 році. Мати намагалася прищепити синові любов до Польщі. Протягом 1466—1468 році навчався у Кракові, ймовірно був учнем Яна Длугоша.
У 1474 році після смерті батька Богуслав успадкував Померанія-Штеттінське і Померанія-Слупське герцогства. У 1478 році після смерті стрийка Вартіслава X він успадкував і герцогство Померанія-Волгаст, ставши першим за 200 років одноосібним правителям Західного Помор'я від Ростока і Східного Помор'я до Гданська (Померанії і Помереліі). 
20 вересня 1477 року Богуслав X одружився з Маргаритою, дочкою Фрідриха II Залізного, курфюрста і маркграфа Бранденбурзького і Катерини Веттін. У 1483 році, не маючи спадкоємців, звинуватив Маргариту в тому, що за допомогою свого лікаря вона нібито влаштовувала викидні. У 1488 році, домігся судового рішення, за яким Маргарита визнавалася винною, замкнув її в замку і ініціював шлюборозлучний процес. Але Папа розлучення давати не поспішав. У 1489 році Маргарита раптово померла.
Богуслав X вельми вдало маневрував між Польським королівством і Священною Римською імперією. Батько залишив йому напружені відносини з Бранденбургом і Мекленбургом, але Богуслав X вдало залагоджував ці конфлікти і військовою силою, і мирними засобами.
Одну зі своїх сестер він видав заміж за Магнуса II, герцога Мекленбург-Шверінського, іншу — за його брата Балтазара. Власний перший шлюб герцога Померанії допоміг повернути землі в Уккермарці, які Еріку II колись довелося поступитися Бранденбургу. Водночас встановив гарні стосунки з Георгом I Веттіном, герцогом Саксонії.
У 1491 році Богуслав X одружився з дочкою польського короля Казимира IV — Ганною Ягеллонкою. До моменту весілля Богуславу було 37 років, а його дружині не виповнилося і п'ятнадцяти. За дванадцять років шлюбу молода дружина народила вісьмох дітей, завдяки чому династія Грифичів тривала ще 114 років.
У 1493 році уклав угоду в Пищице (потім підтверджено в Кенінзберзі) з Іоганом Цицероном, курфюрстом Брандунбургу, за яким Померанію було оголошено феодом Священної Римської імперії замість курфюрства Бранденбург. Натомість Богуслав X погодився на можливе спадкування Гогенцолернами герцогства Померанія у випадку припинення династії Грифичів.
У 1496—1498 роках здійснив прощу до Єрусалиму, по дорозі відвідав Інсбрук (тут зустрівся з імператором Максиміліаном I Габсбургом), Венецію та Падую. На зворотньому шляху папа римський надав Богуславу X право на померанську єпархію в м. Каммін. З собою привіз італійських професорів, що почали викладати в університеті Грейфсвальду.
У 1498 році наказав вищим та середним чиновникам мати вищу освіту. При цьому сприяв поширенню римського права, що вимагало підвищення якості освіти. В цьому герцогу Померанії допомагав професор П'єтро Равеннський. Того ж року Богуслав X запровадив новий вид карбування. Було зведено нові замки у Вольгасті та Штеттіні. При цьому посилився вплив герцога на міста Померанії.
У 1511 році вступив у конфлікт з містом Штральзундом, але домігся остаточної перемоги. У 1517 році сприяв діяльності Іогана Бугенхагену, абату монастиря Белбук, щодо створення історії Померанії латинською мовою. Твір було завершено у 1518 році.
У 1521 році був присутні на імперському рейхстазі у Вормсі, де Померанію було визнано імператорським князівством. У 1523 році був учасником рейхстагу в Нюрнберзі. В ці ж роки почала поширюватися Реформація у Померанії, втім Богуслав X жодним чином на це не реагував.
Помер 5 жовтня 1523 року в Штеттіні, залишивши владу синам Георгу I та Барніму IX.

## Родина
Дружина — Маргарита, дочка Фрідріха II Залізного, курфюрста і маркграфа Бранденбурзького
Діти: не було
Дружина — Анна Ягеллонка, дочка польського короля Казимира IV
Діти:
- Ганна — (1491/1492—1550), дружина Георга I, князя Шлейзен-Легницького та герцога Бергу
- Георг (1493—1531), герцог Померанії у 1523—1531 роках
- Казимир (1494—1518)
- Єлизавета (1499—1518), абатиса монастиря в Крумміні
- Барнім (1500—1501)
- Софія (1501—1568), дружина Фредеріка I Ольденбурга, короля Данії та Норвегії
- Барнім — (1501—1573), герцог Померанії у 1523—1573 роках
- Отто (1503—1518)

Мав численних коханок (особливо після смерті дружини у 1503 році), від однієї з них народився син:
- Хрістофер (бл. 1480-після 1508), архідиякон Узедому